# Гог и Магог
Гог и Магог или като Гог от Магог (на иврит: גּוֹג וּמָגוֹג) са в някои случаи две личности (пазители на Лондон), два народа или две страни, или личност от определен произход (от Магог), споменати на няколко места в Библията и Корана.
В Битие Магог е посочен като един от синовете на Яфет, а в Книга на пророк Езекил Гог от страната Магог е далечна северна народност, враждебна на богоизбрания народ.
Имената са споменати в пророчествата в Книга на Езекил, глави 38 и 39.

И Господното слово дойде към мене и рече:
Сине човешки, насочи лицето си към Гога, в земята на Магога, княза на Рос, Мосох и Тувал, и пророкувай против него, като речеш:
Така казва Господ Иеова: Ето, Аз съм против тебе, Гоге, княже на Рос, Мосох и Тувал.
—Езекил 38:1-3
В Откровение на Йоан Гог и Магог са народите, които ще съставят армията на Сатаната.